# Kamienica przy alei Juliusza Słowackiego 9 w Krakowie
Kamienica przy alei Juliusza Słowackiego 9 w Krakowie – zabytkowy budynek znajdujący się w Krakowie, w Dzielnicy I Stare Miasto usytuowany przy południowej pierzei Al. Juliusza Słowackiego. Obiekt został wpisany do rejestru zabytków nieruchomych województwa małopolskiego.

## Historia
Kamienica została zaprojektowana przez Jana Sas-Zubrzyckiego dla brata Józefa w 1899 roku (ówczesny adres inwestycji to ul. Kilińskiego 5). W 1938 roku właścicielem był Robert Pawłowski, który rozbudował poddasze i urządził tam pracownię malarską. Po II wojnie światowej budynek był własnością Przedsiębiorstwa Gospodarki Mieszkaniowej Śródmieście miasta Krakowa, użytkownikiem Zrzeszenie Właścicieli Nieruchomości w Krakowie.

## Opis architektoniczny
Kamienica wymurowana z cegły na planie prostokąta jest podpiwniczona, trójkondygnacyjna, nakryta dwuspadowym dachem. Wzdłuż zachodniej granicy działki znajduje się skrzydło oficyny, która przylega do oficyny sąsiedniej kamienicy (nr. 7). W osi skrajnej, od wschodu wybudowano czworoboczną wieżę, nakrytą dachem ostrosłupowym, z wykuszem umieszczonym w ściętym narożniku, wspartym na ceglanych konsolach. Wieża podwyższa budowlę o jedno piętro.
Elewacja frontowa jest asymetryczna, czteroosiowa, z kamiennym portalem w trzeciej osi od zachodu. Portal jest boniowany, zamknięty łukiem odcinkowym. Nad portalem znajduje się trójdzielny świetlik. Nad nim, na poziomie piętra, wybudowano balkon wsparty na konsolach, z kamienną ażurową balustradą, z motywem trójlistnego maswerku.
Cokół zwieńczony jest kamiennym gzymsem załamującym się pod oknami parteru. Mury parteru ozdobione są poziomym boniowaniem, nad oknami zastosowano gzyms wykonany z cegły. Druga i trzecia kondygnacja dekorowane są pasami dwukolorowej cegły. Pod dachami kamienicy, wykusza i wieży znajduje się gzyms konsolkowy z cegły.
W kamienicy zastosowano różne rozwiązania otworów okiennych (w opisie osie budynku liczone są od zachodu, czyli od prawej strony kamienicy).
 
W kondygnacji parteru okna mają obramienia kamienne, w osi pierwszej i drugiej są to okna pojedyncze, w czwartej (w wieży) bliźnie. Pierwsze piętro zostało wyeksponowane przez trzy rodzaje okien. W osi pierwszej i drugiej znajduje się duże, półkoliste, weneckie okno zwieńczone łukiem pełnym udekorowanym pasem z cegły. W osi trzeciej nad balkonem zastosowano okno prostokątne bez obramienia, zamknięte łukiem odcinkowym. W wieży, w czwartej osi, znajduje się okno, które jest trawestacją romańskiego triforium. 
W kondygnacji trzeciej w całym obiekcie, okna są prostokątne bez obramień. W wieży (w czwartej kondygnacji) znajdują się trzy okna koło siebie, zamknięte półkolami oraz blenda. W wykuszu okienko jest zamknięte łukiem kotarowym. W dachu budynku i wieży zastosowano lukarny.
W elewacji tylnej znajdują się balkony wsparte na wspornikach stalowych, z balustradami z toczonymi balasami. 